# Коломийський округ
Коломийський округ — адміністративна одиниця Королівства Галичини та Володимирії у складі Австрійської імперії.

## Відомості

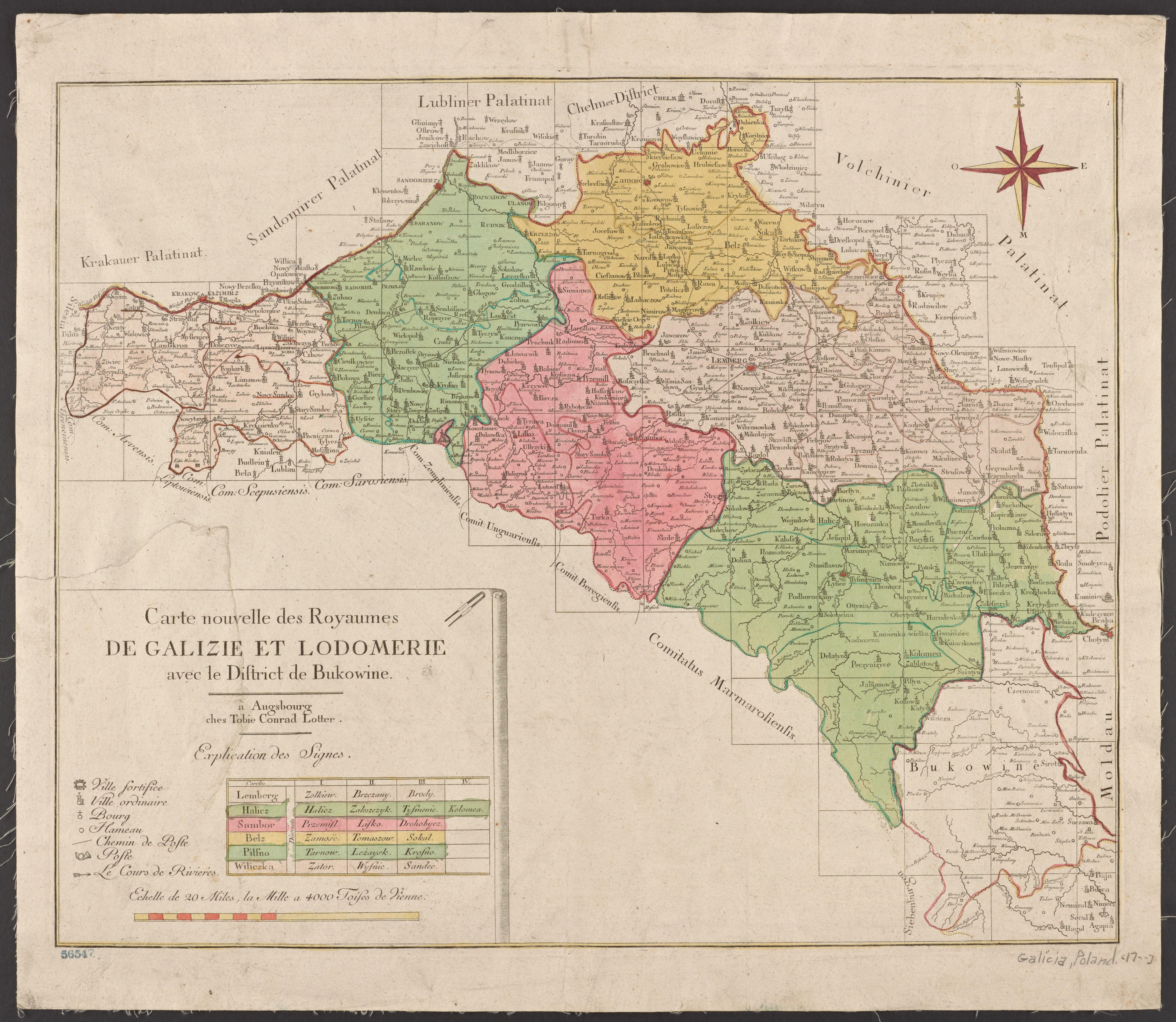
Адміністративний поділ Королівства Галичини та Володимирії у 1777—1782 роках

18 квітня 1811 році Надвірна Канцелярія видала декрет, за яким новоутворений Коломийський округ включив до свого складу, зокрема, частину колишнього Заліщицького та частину Станиславівського. 20 липня того року губернатор граф Петер фон Ґосс видав циркуляр, яким сповіщав про початок роботи окружного уряду (управи).
Існував до кінця 1867 року, коли було скасовано округи і залишено лише повітовий адміністративний поділ (повіти виділені у складі округів у 1854 році).

### Географія
Коломийський округ межував: на півночі — з Чортківським, на заході — Станіславським, на сході — Чернівецьким (потім Коронним краєм Буковиною) округами, на півдні — з Угорщиною.
В Коломийському окрузі на момент виходу книги Г. Ступніцького було 3 міста, 12 містечок та 204 сіл.

### Повіти
До 1867 року було 9 повітів:
- Коломийський
- Гвіздецький
- Заболотівський
- Снятинський
- Городенківський
- Обертинський
- Кутський
- Косівський
- Печеніжинський

Після адміністративної реформи кількість повітів скоротили: зникли Гвіздецький, Кутський, Печеніжинський.